# 조시 깁슨
조시 깁슨(Josh Gibson, 1911년 12월 11일 ~ 1947년 1월 20일)은 미국 니그로 리그 베이스볼에서 활약했던 선수였다. 니그로 리그 베이스볼에서 17년동안 선수생활을 했다. 대표적인 홈런타자로 손꼽히며, " 검은 베이브 루스" 로 불렸고 투수 사첼 페이지와 더불어 니그로 리그를 대표하였던 선수였다.

## 생애

### 유년시절
조쉬 깁슨은 1911년 12월 21일 3형제들 중 장남으로 출생하여, 초등학교 졸업후 아버지가 피츠버그에서 일자리를 얻어서 피츠버그로 이주하였다. 그는 전기 기술자가 될 생각이었기에 학교를 중퇴, 제조공장에서 일하는 한편 1927년 피츠버그에서 본격적인 야구 인생을 시작하였다.

### 선수활동
당시 야구를 관전하던 중 니그로리그 야구팀 홈스테디 그레이스(HomeStead Grays)의 포수 벅 유잉이 엄지손가락 부상으로 게임으로부터 이탈을 해버렸고, 그레이스의 선수들은 연습경기 때마다 포수를 시켜 줄 것을 부탁한 깁슨을 떠올렸다. 포수를 맡을 만한 선수가 없었기 때문에 그에게 시험삼아 마스크를 쓰게 했더니 미트질은 미숙했지만, 파워풀한 플레이를 펼쳤다. 이때부터 그의 전설이 시작되었다.
그가 경기를 뛰고 난 뒤 그의 기량에 소속팀 그레이스뿐만이 아닌 상대팀들마저 놀랄 정도였다고 한다. 그는 1930년 니그로리그 야구팀 피츠버그 크로포드(Pittsburgh Crawfords)로 이적하여, 1932년, 1934년, 1936년 니그로 리그 최다홈런을 기록하였고, 1938년, 1939년에도 연속으로 홈런왕에 등극하였을 뿐만 아니라 특히, 1938년에는 타율.440을 기록하며 타격왕까지 거머쥐었을 정도로 정교함까지 갖추었다.
단일시즌 84개 홈런을 기록하기도 한 깁슨은 니그로리그 선수생활동안 통산타율 0.373을 기록하여 단순한 강타자라기보다는 정교함까지 두루 갖춘 그야말로 타격에 관해서는 신과 같은 선수였다고 전해진다. 니그로리그의 선수들 다수가 인종차별의 시련으로 메이저 리그에 진출하지 못했고, 돈을 더 많이 벌기 위해 멕시칸 리그나 타국 리그로 가서 활동하였다. 깁슨 역시 흑인이란 이유로 메이저 리그에서 뛸 수 없었다. 그래서 좀 더 많은 돈을 벌기 위해 멕시칸리그와 푸에르토리코 리그 경기를 뛰며, 1941년에는 그곳에서 타율 0.480을 기록, 타격왕과 리그 MVP에 선정되기도 하였다. 이후 니그로리그로 다시 복귀하여 1942년, 1943년, 1946년에도 리그 홈런왕을 차지하며 통산 8차례의 니그로 리그 홈런왕을 거머쥐었고, 1943년에는 타율 0.521을 마크했다.
1942년이 끝나갈 무렵부터 깁슨은 편두통과 당뇨 등 여러 질병에 시달리게 되었다. 1943년 어느날 병원에 옮겨져 10일간 입원 치료를 받게 되면서 머리에 종양이 발견되어 수술을 받을 것을 권유받았지만, 그는 야구를 계속하고 싶어했기 때문에 수술을 거절하여 야구장에 복귀, 니그로리그에서 여전히 500피트가 넘는 대형홈런을 포함, 홈런과 장타를 양산하여 구장에 오는 팬들을 계속 즐겁게 했다.

### 죽음
그의 병세가 점점 악화되어 가자, 깁슨은 술과 담배로 고통을 이겨보려고 했으나, 결국 1947년 1월 20일 피츠버그에서 세상을 뜨고 말았다. 그는 니그로리그에서 17년동안 활약하면서 " 검은 베이브 루스" 라고 불렸다. 그만큼 그는 타의 추종을 불허하는 파워를 지녔다. 그러나 동시에 물 흐르는 듯한 정교함을 갖추어, 일반적인 슬러거와는 달리 무차별 삼진을 당하지 않을만큼 뛰어난 선구안을 지녔다. 깁슨은 17년동안 니그로 리그에서 화려한 전적을 쌓았으며 메이저를 밟아보지 못했음에도 그 위대함을 인정받아 1972년 니그로리그 협회 NC(Committee on Negro Leagues)를 통해 명예의 전당에 헌액되었다.

## 통산 성적
니그로 리그를 비롯하여 중남미 리그에 일부 기록된 것이 있으나, 이는 불정확하다. 그 이유는 1920년대부터 니그로 리그에서 활약한 그의 기록이 제대로 남아있지 않기 때문이다.

### 니그로 리그
| 연도  | 팀         | 게임 | 타석수 | 득점 | 안타 | 2루타 | 3루타 | 홈런 | 타점 | 도루 | 볼넷 | 타율 | 장타율 |
| 1930  | Homestead  | 21   | 71     | 13   | 24   | 2     | 0     | 5    | 17   | 0    | 5    | .338 | .577   |
| 1931  | Homestead  | 32   | 124    | 26   | 38   | 8     | 5     | 6    | 23   | 0    | 11   | .306 | .597   |
| 1932  | Pittsburgh | 49   | 191    | 34   | 62   | 10    | 5     | 8    | 28   | 0    | 21   | .325 | .555   |
| 1933  | Pittsburgh | 38   | 138    | 32   | 54   | 6     | 2     | 8    | 31   | 1    | 9    | .391 | .638   |
| 1934  | Homestead  | 1    | 2      | 0    | 1    | 0     | 0     | 0    | 0    | 0    | 0    | .500 | .500   |
| 1934  | Pittsburgh | 52   | 190    | 39   | 62   | 14    | 3     | 11   | 27   | 2    | 19   | .326 | .605   |
| 1935  | Pittsburgh | 35   | 145    | 37   | 54   | 10    | 2     | 8    | 29   | 7    | 16   | .372 | .634   |
| 1936  | Pittsburgh | 26   | 90     | 27   | 39   | 3     | 2     | 6    | 18   | 1    | 13   | .433 | .711   |
| 1937  | Homestead  | 25   | 97     | 39   | 41   | 7     | 4     | 13   | 36   | 1    | 17   | .423 | .979   |
| 1938  | Homestead  | 28   | 105    | 31   | 38   | 4     | 1     | 3    | 9    | 1    | 13   | .362 | .505   |
| 1939  | Homestead  | 21   | 74     | 22   | 27   | 3     | 2     | 10   | 22   | 3    | 20   | .365 | .865   |
| 1940  | Homestead  | 1    | 2      | 1    | 0    | 0     | 0     | 0    | 0    | 0    | 2    | .000 | .000   |
| 1942  | Homestead  | 42   | 138    | 36   | 42   | 6     | 1     | 7    | 38   | 2    | 32   | .304 | .514   |
| 1943  | Homestead  | 55   | 192    | 69   | 91   | 24    | 5     | 12   | 74   | 3    | 39   | .474 | .839   |
| 1944  | Homestead  | 34   | 123    | 27   | 44   | 4     | 3     | 9    | 34   | 1    | 15   | .358 | .659   |
| 1945  | Homestead  | 17   | 62     | 12   | 17   | 2     | 4     | 2    | 15   | 0    | 11   | .274 | .532   |
| 1946  | Homestead  | 33   | 111    | 22   | 32   | 6     | 2     | 7    | 31   | 0    | 12   | .288 | .568   |
| Total | 16 seasons | 510  | 1855   | 467  | 666  | 109   | 41    | 115  | 432  | 22   | 255  | .359 | .648   |

### 멕시칸 리그
| 년도  | 팀        | 게임 | 타수 | 득점 | 안타 | 2루타 | 3루타 | 홈런 | 타점 | 도루 | 볼넷 | 타율 | 장타율 |
| 1940  | Veracruz  | 22   | 92   | 32   | 43   | 7     | 4     | 11   | 38   | 3    | 16   | .467 | .989   |
| 1941  | Veracruz  | 94   | 358  | 100  | 134  | 31    | 3     | 33   | 124  | 7    | 75   | .374 | .754   |
| Total | 2 seasons | 116  | 450  | 132  | 177  | 38    | 7     | 44   | 162  | 10   | 91   | .393 | .802   |

### 도미니칸 리그
| 년도 | 팀              | 타수 | 안타 | 타율 |
| 1937 | Ciudad Trujillo | 53   | 24   | .453 |

### 쿠바(윈터리그)리그
| 년도    | 팀          | 타수 | 득점 | 안타 | 2루타 | 3루타 | 홈런 | 타점 | 도루 | 타율 | 장타율 |
| 1937–38 | Habana      | 61   | 11   | 21   | 3     | 2     | 3    | 13   | —    | .344 | .607   |
| 1938–39 | Santa Clara | 163  | 50   | 58   | 7     | 3     | 11   | 39   | 2    | .356 | .638   |
| Total   | 2 seasons   | 224  | 61   | 79   | 10    | 5     | 14   | 52   | —    | .353 | .629   |

## 같이 보기
- 사첼 페이지
- 재키 로빈슨